# 左営区

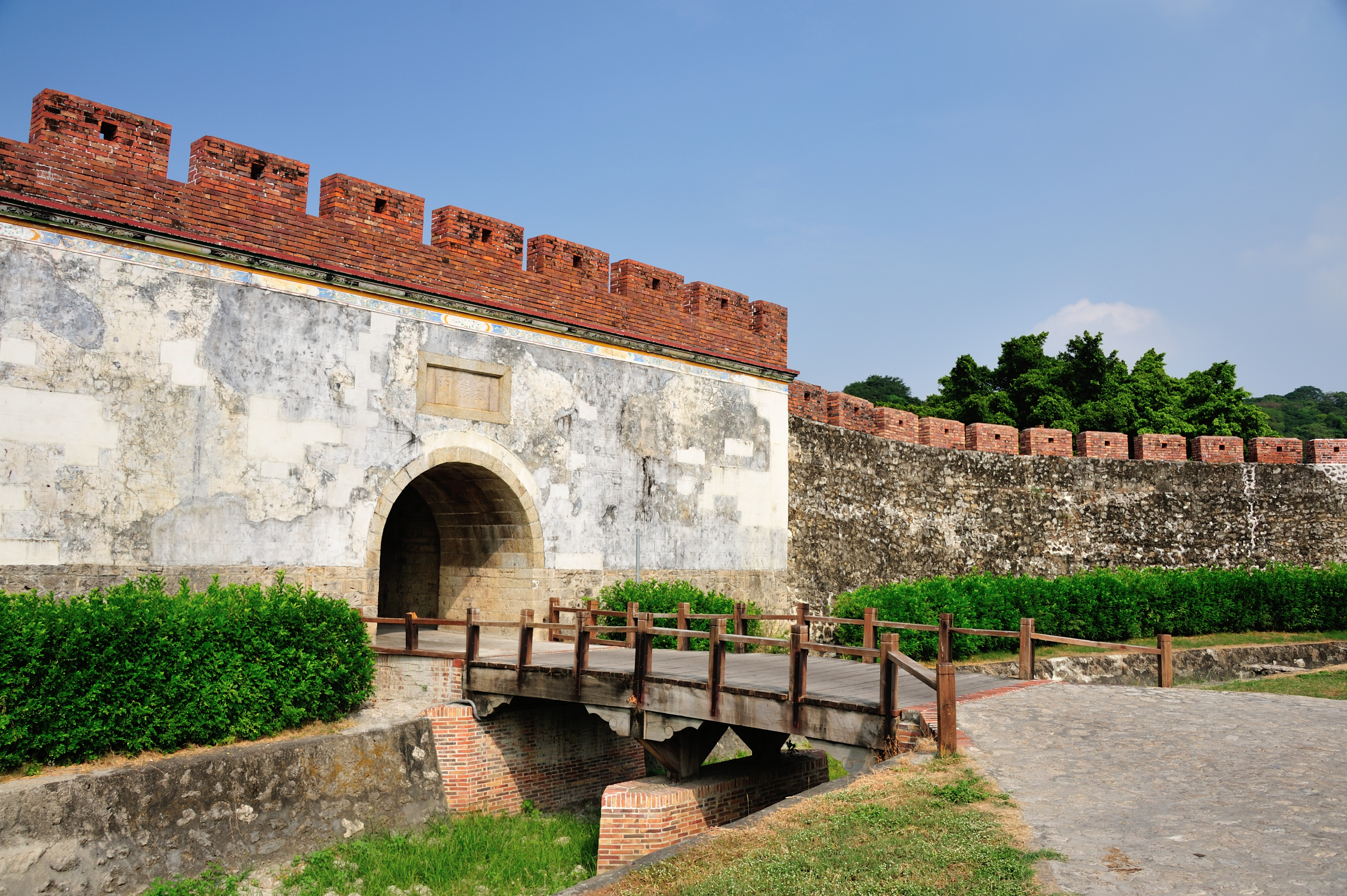
旧鳳山県旧城の東門（鳳儀門）

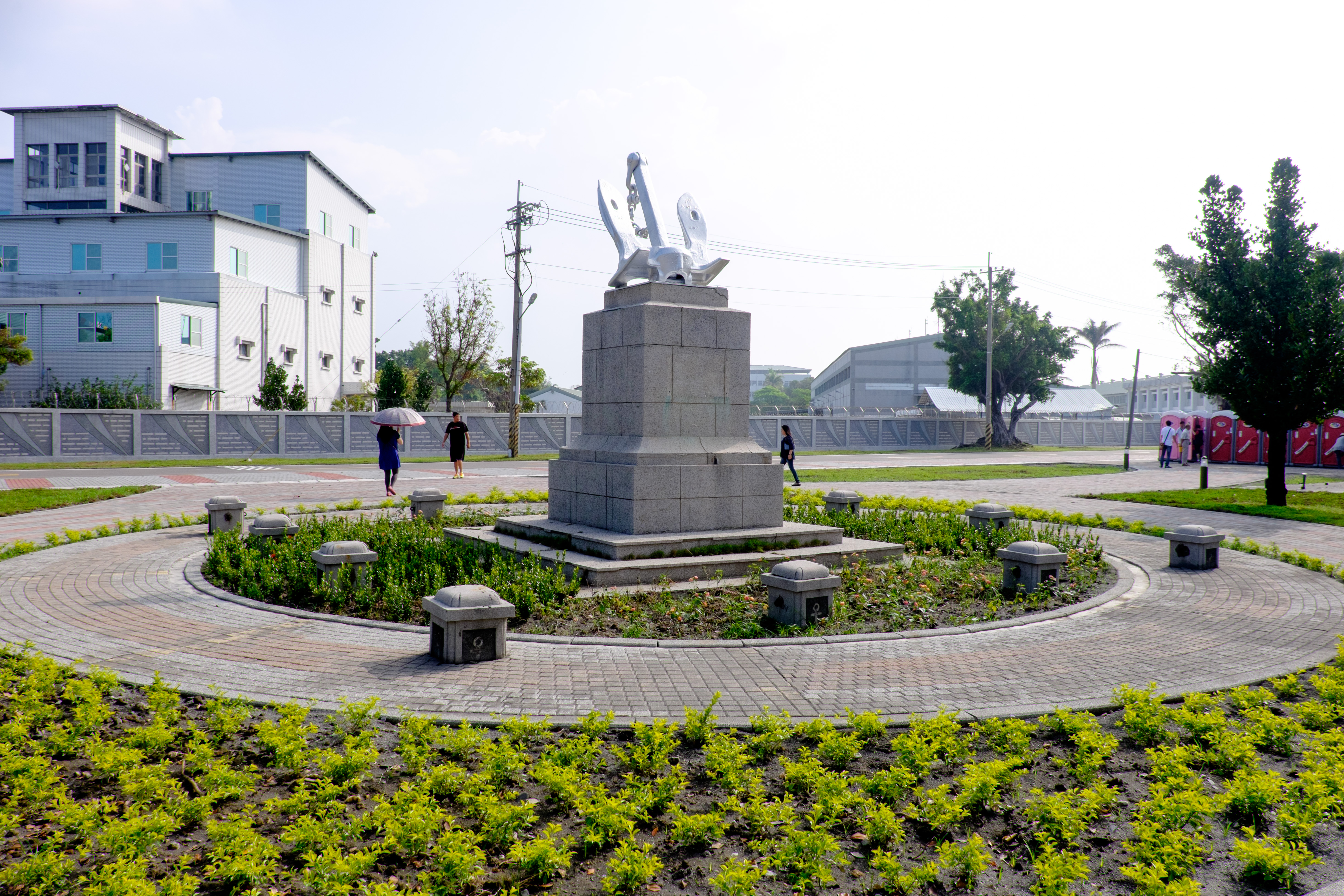
中華民国海軍左営基地

左営区（ズオイン/さえい-く）は、高雄市の市轄区。高雄市西部に位置し、南シナ海に面する。

## 歴史
地名の由来は2つ説がある。1つは鄭成功が台湾に駐留させた軍を前後左右中の五路に分け、その左路の営が設けられたことから左営と命名されたという説であり、もう1つは清軍が台湾に設けた台湾府左翼の南路営業が鳳山県（現在の左営区）に設けられたことから左営と命名された説である。
本区は台湾でも早くから開発が進められた地域であり、鄭氏政権時代には天興県及び万年県が設けられ、万年県の県府が興隆里、則ち現在の左営区に設けられていた。1683年、清による統治が開始された台湾では、鳳山県が左営地区を統治するとうになる。日本統治時代には左営には海軍基地が設けられ、南方への拠点とされた。1920年の地方制度改編によって左営庄と改称され、高雄州高雄郡の管轄となり、1924年には岡山郡の管轄となった。1940年、高雄市に編入され、台湾の中華民国への編入後に高雄市左営区となり、現在に至る。

## 下部行政区域
| 地区   | 里 |
| ------ | --- |
| 眷村   | 進学里、屏山里、祥和里、永清里、莒光里、光輝里、合群里、明建里、海勝里、崇実里、自助里、果貿里、果恵里、果峰里                                         |
| 旧部落 | 尾西里、頂北里、中北里、中南里、廟東里、廟北里、尾南里、尾北里、頂西里、聖后里、聖西里、聖南里、城南里、路東里、廍北里、廍南里、埤西里、埤北里、埤東里 |
| 新社区 | 新下里、新上里、新中里、新光里、菜公里、福山里 |

## 交通

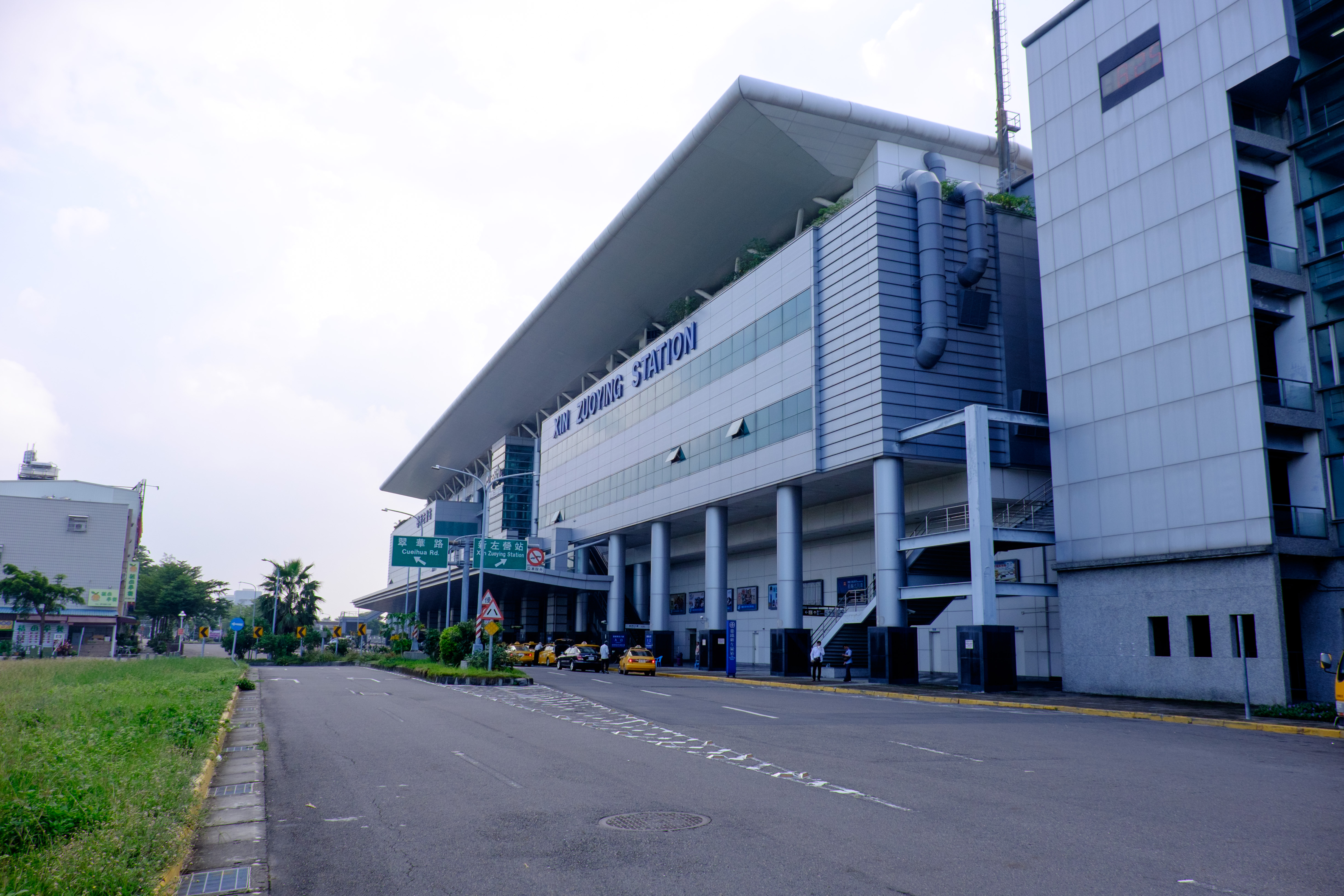
新左営駅

### 台湾鉄路管理局
- 左営（旧城）駅
- 新左営駅（台湾高速鉄路・高雄捷運の左営駅と併設）

### 台湾高速鉄路
- 左営駅（在来線の新左営駅・高雄捷運の左営駅と併設）

### 高雄捷運
- 紅線
  - 左営駅（台湾高速鉄路の左営駅・在来線の新左営駅と併設）
  - 凹子底駅
  - 生態園区駅
- 環状軽軌
  - 新上国小駅

### 道路
- 高速道路1号
  - 鼎金JCT（362）
- 国道10号 高雄支線
  - 左営端IC（0）・鼎金JCT（1）
- 省道
  - 台1線 民族一路
  - 台17線 左楠路、翠華路
- 大中快速道路

## 教育
| 区分   | 数 | 名称 |
| ------ | -- | --- |
| 大学   | 0  | - |
| 高職   | 2  | 高雄市立三民高級家事商業職業学校 高雄市立海青高級工商職業学校 |
| 高中   | 2  | 高雄市立左営高級中学 高雄市立新荘高級中学 |
| 国中   | 6  | 高雄市立左営国民中学 高雄市立大義国民中学 高雄市立龍華国民中学 高雄市立立徳国民中学 高雄市立福山国民中学 高雄市立文府国民中学 |
| 国小   | 13 | 高雄市立左営国民小学 高雄市立新荘国民小学 高雄市立新民国民小学 高雄市立永清国民小学 高雄市立旧城国民小学 高雄市立勝利国民小学 高雄市立明徳国民小学 高雄市立屏山国民小学 高雄市立新上国民小学 高雄市立新光国民小学 高雄市立福山国民小学 高雄市立文府国民小学 高雄市立中山国民小学 |
| 幼稚園 | -  | 未編集 |
| 特殊   | 1  | 私立啓英聾唖学校 |
| 軍事   | 2  | 海軍軍官学校 海軍技術学校 |

## 観光

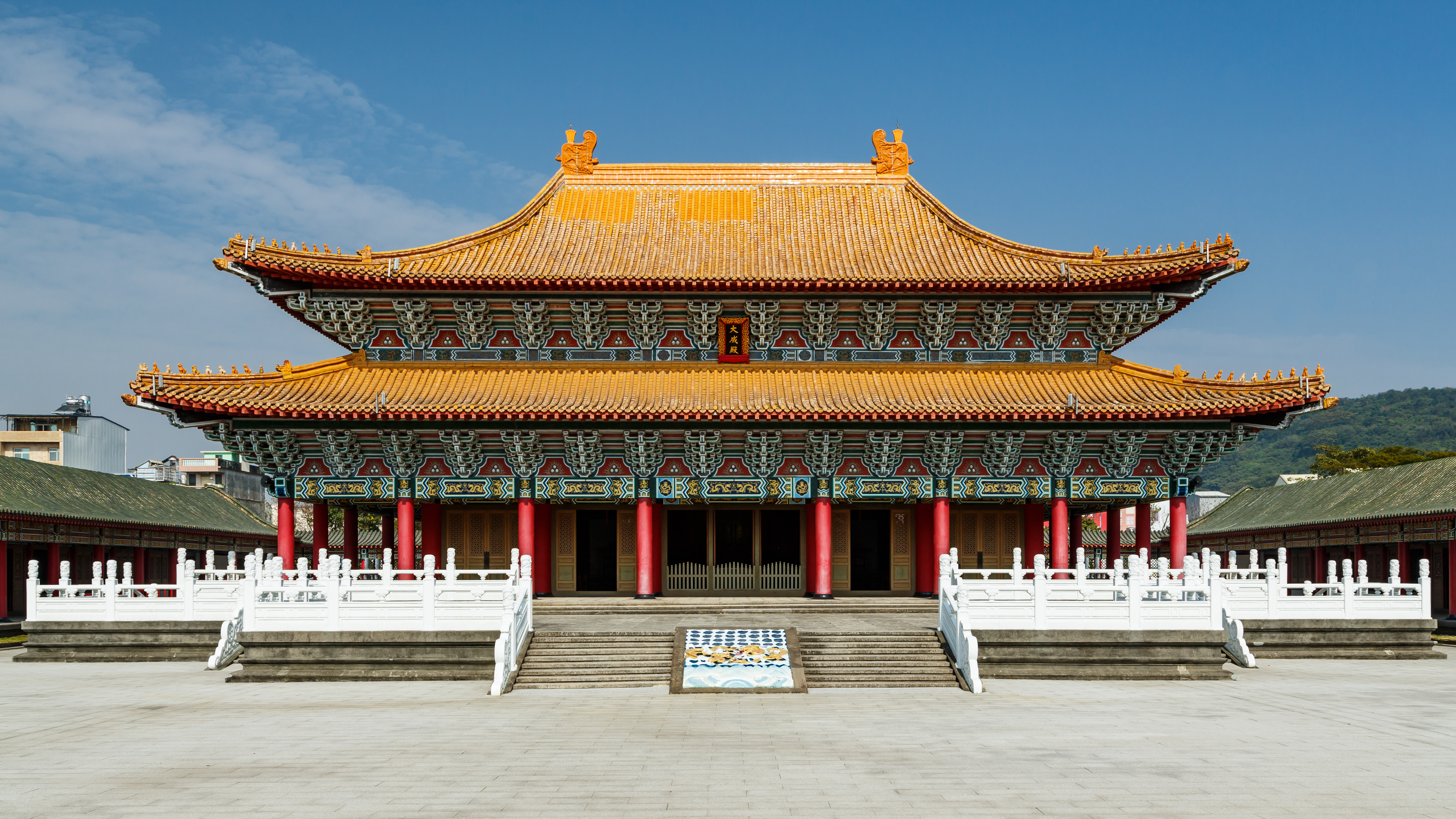
高雄左営孔子廟

- 2009ワールドゲームズスタジアム：ワールドゲームズ2009年高雄大会のメインスタジアムとして建設された。最寄りの駅は世運駅。
- 半屏山（中国語版）
- 蓮池潭
  - 高雄左営孔子廟（中国語版）
  - 春秋閣（中国語版）
  - 洲仔湿地公園
- 鳳山県旧城（中国語版）
  - 鳳山旧城孔子廟崇聖祠（中国語版）
- 新吉荘北極殿（中国語版）
- 鳳邑旧城城隍廟（中国語版）
- 海軍軍史館（中国語版）